# Can Sallent (Sant Llorenç Savall)
Can Sallent és una masia del municipi de Sant Llorenç Savall (Vallès Occidental) protegida com a bé cultural d'interès local.

## Descripció
És una masia que s'aixeca el marge dret del torrent Sallent. Està formada per diferents cossos. El cos principal té teulada a dues aigües i les finestres són allindanades, amb els brancals i la llinda amb grans carreus de pedra que contrasten amb la resta del mur fet de petites pedres sense devastar col·locades sense ordre. En un cos annex s'obre, en la seva part superior, una galeria amb arcs de mig punt de grans dimensions.
Can Sallent és documentada des del 1497. cap als anys setanta del segle XX el seu estat era ruïnós però poc després va ser totalment restaurada.